# Grey Brydges
Grey Brydges, 5e baron Chandos (c. 1580 - 10 août 1621) est un courtisan et aristocrate anglais.

## Famille
Il est le seul fils de William Brydges (4e baron Chandos), qui est décédé le 18 novembre 1602, et de Marie Hopton, qui est la fille de Sir Owen Hopton (en). Il est député de Cricklade, en 1597.
Brydges et sa famille sont liés à Robert Devereux. Son père lui rend visite à Essex House le dimanche matin (8 février 1601), durant l'insurrection, mais il n'est pas  considéré par le gouvernement comme étant impliqué dans la conspiration. Son fils, Grey Brydges, est cependant soupçonné de complicité immédiate, et est envoyé à la prison de la Fleet avec Henry Manchette et les autres; mais il est bientôt libéré.

## Courtisan
Gris Brydges succède à son père, comme baron Chandos en 1602. Il assiste le roi Jacques VI et Ier lors du parlement initial le 19 mars 1604, et est fait chevalier de l'ordre du Bain, lorsque le Prince Charles est créé duc d'York en janvier 1605. Il visite Oxford avec le roi, et obtient le diplôme de M. A. le 30 août 1605. Le 2 juillet 1609, il est nommé gardien de Ditton Parc, dans le Buckinghamshire. Il assiste aux funérailles de Henri-Frédéric Stuart en 1612. Grey prend également une part active à la vie de cour. Il est signalé lors d'un duel en 1609 avec James Hay. Il devient Lord Lieutenant du Gloucestershire et est appelé le « roi de la région des Cotswolds », en raison de sa générosité et de son style de vie à sa résidence, le château de Sudeley.

## Voyageur
En 1608, il est allé en voyage avec Degoreus Whear. En 1610, il est nommé l'un des administrateurs sous les ordres de Sir Edward Cecil dans le commandement d'une expédition aux Pays-Bas, dans la guerre de Succession de Juliers. Les forces de l'empereur Rodolphe II assiègent Juliers, et les Anglais se sont combinés avec la Hollande et la France pour protéger la ville. Lord Herbert de Cherbury est un compagnon de Grey pendant cette campagne. Chandos est présent à Juliers mais ne semble pas avoir pris beaucoup de part aux combats. Par la suite, il assiste Antoine de Pluvinel de l'académie de Paris, puis va à Blois.
Le 23 juillet 1612, Gris Brydges visite Spa dans les Pays-Bas, pour sa santé. Le 14 juillet 1616, il est question de faire de lui le Président du pays de Galles, et le 8 novembre 1617, il est désigné pour recevoir les ambassadeurs de la Grande-principauté de Moscou. Son état de santé est toujours délicat, et après avoir essayé, en 1618, les eaux de Newenham Moulins dans le Warwickshire, il retourne à Spa, où il meurt subitement le 10 août 1621. Son corps est ramené au château de Sudeley, et y est enterré. Une élégie a été écrit pour lui par Sir John Beaumont.

## Horae Subsecivae
Chandos est considéré par Horace Walpole et d'autres comme l'auteur de quelques essais, Horae Subsecivae. Ils sont publiés par Edward Blount, et font allusion à l'actualité, il semble avoir été écrit en 1615. L'attribution est discutable: Michael Lort et Egerton, Samuel Brydges penchent pour Walpole. Anthony Wood et Blanc Kennett ont auparavant déclaré que Gilbert Cavendish, fils aîné de William Cavendish, 1er comte de Devonshire, est l'auteur de l'œuvre. Les Copies sont publiées avec le nom de Lord Chandos inscrit sur la page de titre du XVIIe siècle de l'écriture manuscrite. Edmond Malone et Thomas Park, l'éditeur de Walpole, attribuent le livre au frère de Gilbert, William Cavendish.

## Famille
Le 28 février 1607, il épouse Lady Anne Stanley, fille de Ferdinand Stanley, 5e Comte de Derby et d'Alice Spencer. Sa femme, Anne, un arrière-arrière-petite-fille d'une sœur d'Henri VIII, la princesse Marie Tudor, est l'héritière présomptive du trône d'Angleterre, mais c'est finalement Jacques VI et Ier qui est monté sur le trône.
Le couple a cinq enfants :
- Robert Brydges (b. 1611), mort jeune.
- Anne Brydges (b. 1612).
- Elizabeth Brydges (1619-1678), épouse James Tuchet (3e comte de Castlehaven).
- George Brydges, 6e baron Chandos (1620-1654), marié d'abord à Lady Susan Montagu, fille de Henry Montagu (1er comte de Manchester); marié en secondes noces à Lady Jane Savage, fille de John Savage. De ses épouses, il a au total six filles, mais pas de fils.
- William Brydges, 7e baron Chandos (1621-1676), épouse Susan Kerr. Pas de descendance.